# Modena Football Club 1987-1988
Questa voce raccoglie le informazioni riguardanti il Modena Football Club nelle competizioni ufficiali della stagione 1987-1988.

## Stagione
Nella stagione 1987-1988 il Modena affidato al tecnico Luigi Mascalaito disputa il campionato di Serie B, raccoglie 30 punti che non bastano per mantenere la categoria. Scende in Serie C1 con Triestina ed Arezzo. Ottiene 15 punti tanto nel girone di andata, che nel girone di ritorno, sempre in lotta per la salvezza, culminato con il drammatico scontro salvezza dell'ultima giornata di campionato che se vinta avrebbe dato la salvezza al Modena, il 19 giugno al Braglia, è invece arrivata la sconfitta (1-3) con il Genoa, che si è salvato scavalcano e condannando i canarini alla retrocessione.
Nella Coppa Italia 1987-1988 il Modena, prima del campionato, disputa il Quinto girone di qualificazione, che promuove agli ottavi di finale il Napoli e la Fiorentina. Per questa stagione in queste qualificazioni, la vittoria assegna 3 punti, mentre il pareggio porta ai calci di rigore, che assegnano 2 punti alla vincente ed 1 punto alla compagine vinta. Il Modena esperimenta questa novità regolamentare il 26 agosto nel pareggio interno con il Padova (0-0) che si trasforma nell'unica vittoria ottenuta nel girone, che vale 2 punti.

## Divise e sponsor
Lo sponsor tecnico per la stagione 1987-1988 è stato Adidas, mentre lo sponsor ufficiale Linea Val.
| Casa | Trasferta |

## Rosa

Il neoacquisto Orazio Sorbello alle prese con l'aretino Pozza nella sfida di campionato del 18 ottobre 1987

| N. |                   | Ruolo | Calciatore          |
| -- | ----------------- | ----- | ------------------- |
|    | Italia (bandiera) | C     | Ivo Ballardini      |
|    | Italia (bandiera) | P     | Marco Ballotta      |
|    | Italia (bandiera) | P     | Massimo Meani       |
|    | Italia (bandiera) | D     | Luciano Bellaspica  |
|    | Italia (bandiera) | C     | Andrea Bergamo      |
|    | Italia (bandiera) | C     | Giorgio Boscolo     |
|    | Italia (bandiera) | D     | Gian Domenico Costi |
|    | Italia (bandiera) | C     | Rocco Cotroneo      |
|    | Italia (bandiera) | C     | Marino D'Aloisio    |
|    | Italia (bandiera) | A     | Francesco Dotta     |
|    | Italia (bandiera) | D     | Franco Falcetta     |
|    | Italia (bandiera) | C     | Giulio Forte        |

| N. |                   | Ruolo | Calciatore           |
| -- | ----------------- | ----- | -------------------- |
|    | Italia (bandiera) | A     | Sauro Frutti         |
|    | Italia (bandiera) | C     | Filippo Masolini     |
|    | Italia (bandiera) | C     | Andrea Minozzi       |
|    | Italia (bandiera) | A     | Giampaolo Montesano  |
|    | Italia (bandiera) | A     | Gianluca Poddighe    |
|    | Italia (bandiera) | D     | Stefano Prampolini   |
|    | Italia (bandiera) | A     | Mauro Rabitti        |
|    | Italia (bandiera) | C     | Onesto Riccitelli    |
|    | Italia (bandiera) | C     | Roberto Santini      |
|    | Italia (bandiera) | A     | Orazio Sorbello      |
|    | Italia (bandiera) | D     | Pier Antonio Torroni |
|    | Italia (bandiera) | D     | Sandro Vignini       |

## Risultati

### Serie B

#### Girone di andata
| Arbitro: | Dal Forno (Ivrea) |

|  |           |             |
|  | Marcatori | 16’ Carrera |

| Arbitro: | Esposito (Torre del Greco) |

|                                |           |                           |
| Citterio 37’ Avanzi 50’ (rig.) | Marcatori | 63’ (rig.), 69’ Montesano |

| Arbitro: | Satariano (Palermo) |

|                         |           |                                |
| Torroni 37’ Boscolo 41’ | Marcatori | 15’ F. Marangon 51’ Sinigaglia |

| Modena 4 ottobre 1987 4ª giornata | Modena          | 0 – 0 referto | Lazio | Stadio Alberto Braglia\| Arbitro: \| Pucci (Firenze) \| |
| Arbitro:                          | Pucci (Firenze) |               |       |                                                         |

| Arbitro: | Acri (Novi Ligure) |

|                          |           |                                   |
| S. Mariani 46’ Da Re 79’ | Marcatori | 42’ (aut.) Casagrande 68’ Bergamo |

| Arbitro: | Tuveri (Cagliari) |

|             |           |  |
| Sorbello 2’ | Marcatori |  |

| Barletta 25 ottobre 1987 7ª giornata | Barletta       | 0 – 0 referto | Modena | Stadio comunale\| Arbitro: \| Bruni (Arezzo) \| |
| Arbitro:                             | Bruni (Arezzo) |               |        |                                                 |

| Arbitro: | Satariano (Palermo) |

|                            |           |  |
| Consonni 65’ Fortunato 70’ | Marcatori |  |

| Modena 8 novembre 1987 9ª giornata | Modena             | 0 – 0 referto | Lecce | Stadio Alberto Braglia\| Arbitro: \| Lombardo (Marsala) \| |
| Arbitro:                           | Lombardo (Marsala) |               |       |                                                            |

| Arbitro: | Nicchi (Arezzo) |

|  |           |             |
|  | Marcatori | 20’ Madonna |

| Arbitro: | Bailo (Novi Ligure) |

|                 |           |  |
| Di Giovanni 85’ | Marcatori |  |

| Arbitro: | Casarin (Milano) |

|                   |           |                |
| Frutti 47’ (rig.) | Marcatori | 24’ Quaggiotto |

| Arbitro: | Cornieti (Forlì) |

|                                |           |               |
| Zannoni 68’ (rig.) Gambaro 81’ | Marcatori | 83’ Montesano |

| Arbitro: | Esposito (Torre del Greco) |

|                                            |           |                                            |
| Sorbello 4’, 53’ Montesano 61’ Boscolo 85’ | Marcatori | 57’ Argentesi 72’ Bonometti 77’ P. Mariani |

| Arbitro: | Calabretta (Catanzaro) |

|               |           |             |
| Schillaci 40’ | Marcatori | 89’ Rabitti |

| Modena 3 gennaio 1988 16ª giornata | Modena         | 0 – 0 referto | Catanzaro | Stadio Alberto Braglia\| Arbitro: \| Luci (Firenze) \| |
| Arbitro:                           | Luci (Firenze) |               |           |                                                        |

| Arbitro: | Esposito (Torre del Greco) |

|                  |           |  |
| Forte 28’ (aut.) | Marcatori |  |

| Modena 17 gennaio 1988 18ª giornata | Modena            | 0 – 0 referto | Udinese | Stadio Alberto Braglia\| Arbitro: \| Tuveri (Cagliari) \| |
| Arbitro:                            | Tuveri (Cagliari) |               |         |                                                           |

| Arbitro: | Bruni (Arezzo) |

|                     |           |              |
| Di Carlo 41’ (rig.) | Marcatori | 80’ Masolini |

#### Girone di ritorno
| Arbitro: | Fabricatore (Roma) |

|            |           |  |
| Loseto 53’ | Marcatori |  |

| Arbitro: | Bergamo (Livorno) |

|             |           |  |
| Rabitti 22’ | Marcatori |  |

| Arbitro: | Quartuccio (Torre Annunziata) |

|             |           |  |
| Galassi 19’ | Marcatori |  |

| Arbitro: | Dal Forno (Ivrea) |

|                                                 |           |  |
| R. Marino 4’ Beruatto 53’ Bellaspica 65’ (aut.) | Marcatori |  |

| Modena 13 marzo 1988 24ª giornata | Modena            | 0 – 0 referto | Padova | Stadio Alberto Braglia\| Arbitro: \| Frigerio (Milano) \| |
| Arbitro:                          | Frigerio (Milano) |               |        |                                                           |

| Arezzo 20 marzo 1988 25ª giornata | Arezzo             | 0 – 0 referto | Modena | Stadio comunale\| Arbitro: \| Fabricatore (Roma) \| |
| Arbitro:                          | Fabricatore (Roma) |               |        |                                                     |

| Arbitro: | Novi (Pisa) |

|                     |           |              |
| Masolini 48’ (rig.) | Marcatori | 55’ Cipriani |

| Arbitro: | Amendolia (Messina) |

|               |           |                |
| Montesano 35’ | Marcatori | 58’ I. Bonetti |

| Arbitro: | Coppetelli (Tivoli) |

|            |           |  |
| Panero 62’ | Marcatori |  |

| Arbitro: | Dal Forno (Ivrea) |

|              |           |                        |
| Tomasoni 80’ | Marcatori | 71’ Rabitti 81’ Frutti |

| Arbitro: | Casarin (Milano) |

|           |           |             |
| Forte 39’ | Marcatori | 14’ Orlando |

| Arbitro: | Satariano (Palermo) |

|                                                |           |             |
| Marronaro 24’, 37’ Pradella 35’ Quaggiotto 44’ | Marcatori | 29’ Rabitti |

| Arbitro: | Fabricatore (Roma) |

|              |           |  |
| Masolini 38’ | Marcatori |  |

| Arbitro: | Di Cola (Avezzano) |

|                                      |           |  |
| P. Mariani 26’ Iorio 71’ (rig.), 83’ | Marcatori |  |

| Arbitro: | Coppetelli (Tivoli) |

|                           |           |           |
| Masolini 49’ Sorbello 56’ | Marcatori | 83’ Susic |

| Arbitro: | Fabricatore (Roma) |

|                            |           |                                   |
| Iacobelli 42’ Soda 58’ 63’ | Marcatori | 85’ Montesano 87’ (rig.) Masolini |

| Arbitro: | D'Elia (Salerno) |

|                          |           |             |
| Rabitti 20’ Sorbello 61’ | Marcatori | 59’ Roselli |

| Arbitro: | Casarin (Milano) |

|              |           |  |
| Firicano 89’ | Marcatori |  |

| Arbitro: | Agnolin (Bassano del Grappa) |

|                     |           |                                                |
| Masolini 23’ (rig.) | Marcatori | 10’ (rig.) Di Carlo 30’ Scanziani 88’ Briaschi |

### Coppa Italia

#### Quinto girone
| Arbitro: | Fabricatore (Roma) |

|                                           |           |  |
| Giordano 13’, 43’ Maradona 24’ Careca 34’ | Marcatori |  |

| Arbitro: | Tuveri (Cagliari) |

|                                                  |                      |                                                  |
| Forte D'Aloisio Poddighe Marino Masolini Torroni | Tiri di rigore 4 – 3 | Longhi Favaro Fermanelli Zanin Cupini S. Mariani |

| Arbitro: | Longhi (Roma) |

|  |           |                            |
|  | Marcatori | 81’ Diaz 89’ D. Pellegrini |

| Arbitro: | Tarallo (Como) |

|                                                           |           |                |
| A. Manzo 26’ F. Graziani 56’ D. Fontolan 67’ Firicano 89’ | Marcatori | 37’ Ballardini |

| Arbitro: | Beschin (Legnago) |

|  |           |                |
|  | Marcatori | 2’ Mucciarelli |

## Statistiche

### Statistiche di squadra
| Competizione | Punti | In casa | In casa | In casa | In casa | In casa | In casa | In trasferta | In trasferta | In trasferta | In trasferta | In trasferta | In trasferta | Totale | Totale | Totale | Totale | Totale | Totale | DR  |
| Competizione | Punti | G       | V       | N       | P       | Gf      | Gs      | G            | V            | N            | P            | Gf           | Gs           | G      | V      | N      | P      | Gf     | Gs     | DR  |
| ------------ | ----- | ------- | ------- | ------- | ------- | ------- | ------- | ------------ | ------------ | ------------ | ------------ | ------------ | ------------ | ------ | ------ | ------ | ------ | ------ | ------ | --- |
| Serie B      | 30    | 19      | 6       | 10      | 3       | 18      | 16      | 19           | 1            | 6            | 12           | 12           | 30           | 38     | 7      | 16     | 15     | 30     | 46     | -16 |
| Coppa Italia | 2     | 3       | 0       | 1       | 2       | 0       | 3       | 2            | 0            | 0            | 2            | 1            | 8            | 5      | 0      | 1      | 4      | 1      | 11     | -10 |
| Totale       |       | 22      | 6       | 11      | 5       | 18      | 19      | 21           | 1            | 6            | 14           | 13           | 38           | 43     | 7      | 17     | 19     | 31     | 57     | -26 |

### Statistiche dei giocatori
| Giocatore     | Serie B  | Serie B | Serie B     | Serie B    | Coppa Italia | Coppa Italia | Coppa Italia | Coppa Italia | Totale   | Totale | Totale      | Totale     |
| Giocatore     | Presenze | Reti    | Ammonizioni | Espulsioni | Presenze     | Reti         | Ammonizioni  | Espulsioni   | Presenze | Reti   | Ammonizioni | Espulsioni |
| ------------- | -------- | ------- | ----------- | ---------- | ------------ | ------------ | ------------ | ------------ | -------- | ------ | ----------- | ---------- |
| I. Ballardini | 19       | 0       | ?           | ?          | 5            | 1            | ?            | ?            | 24       | 1      | ?           | ?          |
| M. Ballotta   | 38       | -46     | ?           | ?          | 5            | -11          | ?            | ?            | 43       | -57    | ?           | ?          |
| L. Bellaspica | 36       | 0       | ?           | ?          | 5            | 0            | ?            | ?            | 41       | 0      | ?           | ?          |
| A. Bergamo    | 34       | 1       | ?           | ?          | -            | -            | -            | -            | 34       | 1      | 0+          | 0+         |
| G. Boscolo    | 30       | 2       | ?           | ?          | 2            | 0            | ?            | ?            | 32       | 2      | ?           | ?          |
| G. Costi      | 22       | 0       | ?           | ?          | 2            | 0            | ?            | ?            | 24       | 0      | ?           | ?          |
| R. Cotroneo   | 30       | 0       | ?           | ?          | -            | -            | -            | -            | 30       | 0      | 0+          | 0+         |
| M. D'Aloisio  | 16       | 0       | ?           | ?          | 5            | 0            | ?            | ?            | 21       | 0      | ?           | ?          |
| F. Dotta      | 2        | 0       | ?           | ?          | 4            | 0            | ?            | ?            | 6        | 0      | ?           | ?          |
| F. Falcetta   | 2        | 0       | ?           | ?          | 5            | 0            | ?            | ?            | 7        | 0      | ?           | ?          |
| G. Forte      | 24       | 1       | ?           | ?          | 4            | 0            | ?            | ?            | 28       | 1      | ?           | ?          |
| S. Frutti     | 22       | 2       | ?           | ?          | -            | -            | -            | -            | 22       | 2      | 0+          | 0+         |
| S. Marino     | -        | -       | -           | -          | 3            | 0            | ?            | ?            | 3        | 0      | 0+          | 0+         |
| F. Masolini   | 35       | 6       | ?           | ?          | 5            | 0            | ?            | ?            | 40       | 6      | ?           | ?          |
| A. Minozzi    | 2        | 0       | ?           | ?          | -            | -            | -            | -            | 2        | 0      | 0+          | 0+         |
| G. Montesano  | 33       | 6       | ?           | ?          | 1            | 0            | ?            | ?            | 34       | 6      | ?           | ?          |
| G. Poddighe   | -        | -       | -           | -          | 2            | 0            | ?            | ?            | 2        | 0      | 0+          | 0+         |
| S. Prampolini | 3        | 0       | ?           | ?          | -            | -            | -            | -            | 3        | 0      | 0+          | 0+         |
| M. Rabitti    | 25       | 5       | ?           | ?          | 3            | 0            | ?            | ?            | 28       | 5      | ?           | ?          |
| O. Riccitelli | 1        | 0       | ?           | ?          | 5            | 0            | ?            | ?            | 6        | 0      | ?           | ?          |
| R. Santini    | 18       | 0       | ?           | ?          | 5            | 0            | ?            | ?            | 23       | 0      | ?           | ?          |
| O. Sorbello   | 31       | 5       | ?           | ?          | -            | -            | -            | -            | 31       | 5      | 0+          | 0+         |
| P. Torroni    | 32       | 1       | ?           | ?          | 5            | 0            | ?            | ?            | 37       | 1      | ?           | ?          |
| S. Vignini    | 28       | 0       | ?           | ?          | -            | -            | -            | -            | 28       | 0      | 0+          | 0+         |